# Mathieu Hermans
Mathieu Hermans (* 9. Januar 1963 in Goirle) ist ein ehemaliger niederländischer Radrennfahrer.

## Sportliche Laufbahn
Hermans war im Straßenradsport und im Querfeldeinrennen (heutige Bezeichnung Cyclocross) aktiv. 1981 siegte er im Grand Prix Rüebliland, einem Rennen für Junioren in der Schweiz. 1982 wurde er im Etappenrennen Circuit des Mines Zweiter hinter Jean-Paul Hosotte.
Im Etappenrennen für Amateure Triptyque Ardennais holte er 1983 zwei Etappensiege. In der Olympia’s Tour 1984 wurde er bester Sprinter. In der Internationalen Friedensfahrt kam er 1984 auf den 20. Rang. In der Tour de l’Avenir 1985 wurde er 67.
Von 1984 bis 1993 war Berufsfahrer in spanischen Radsportteams. Hermans war ein endschneller Fahrer, der diese Fähigkeit insbesondere bei Zielankünften im Massensprint zur Geltung bringen konnte. Hermans gewann mehrfach Etappen in Rennen der Grand Tours. In der Vuelta a España 1988 gelangen ihm sechs Tageserfolge, 1989 gewann er erneut drei Etappen. In der Tour de France 1989 holte er einen Etappensieg. Als Radprofi gewann er Etappen in der Vuelta a Castilla y León 1985, in der Tour de Romandie und in der Vuelta a Aragón (zweifach) 1986, in der Volta a la Comunitat Valenciana 1987 (dreifach) und in der Ronde van Nederland, in der Katalonischen Woche (dreifach), in der Vuelta a Murcia (vierfach), in der Volta a la Comunitat Valenciana (zweifach), in der Katalonien-Rundfahrt und in der Ronde van Nederland 1988, in der Luxemburg-Rundfahrt 1989, in der Katalonien-Rundfahrt 1989 und 1990, in der Katalonischen Woche (auch 1991 und 1992) und in der Volta a la Comunitat Valenciana 1990, in der Vuelta a Asturias 1991, in der Vuelta a Murcia und in der Vuelta a Galicia 1992.
Hermans war in den Eintagesrennen Paris–Camembert, Trofeo Masferrer 1988, Trofeo Luis Puig 1989, im Circuito de Getxo sowie in der Clásica de Sabiñánigo 1992 siegreich. Dazu kamen einige Siege in niederländischen, belgischen und spanischen Kriterien.
Zweiter wurde Hermans im Circuito de Getxo 1985, in der Vuelta a Aragón 1985 und in der Trofeo Masferrer 1992 hinter Mario Manzoni. Dritte Plätze holte Hermans in der Trofeo Masferrer 1987, beim Veenendaal–Veenendaal Classic und in der Tour de l’Oise 1989. 
1984 siegte er in Spanien im Ziklokross Igorre. 1986 wurde er Zweiter bei den Europameisterschaften im Steherrennen.
Hermans bestritt alle Grand Tours. Er wurde in der Tour 1989 als Letzter des Klassements symbolischer Träger der Lanterne Rouge.
| Grand Tour            | 1985 | 1986 | 1987 | 1988 | 1989 | 1990 | 1991 | 1992 | 1992 |
| --------------------- | ---- | ---- | ---- | ---- | ---- | ---- | ---- | ---- | ---- |
| Vuelta a EspañaVuelta | 67   | –    | –    | 105  | 140  | DNF  | 115  | DNF  | DNF  |
| Giro d’ItaliaGiro     | –    | –    | DNF  | –    | –    | –    | DNF  | –    | –    |
| Tour de FranceTour    | –    | DNF  | 135  | 147  | 138  | DNF  | –    | –    | –    |

## Berufliches
Nach seiner Radsportkarriere arbeitete er für einen Radsportbekleidungshersteller.